# Gabriel Fourmigué
Gabriel Fourmigué (* 23. März 1967 in Condom; † 4. Juli 2022 in Pouyastruc) war ein französischer Bobfahrer.

## Leben
Gabriel Fourmigué kam über die Leichtathletik zum Bobsport. 1990 wurde er Juniorenweltmeister im Viererbob. Später startete Fourmigué bei den Olympischen Winterspielen 1992 sowie zwei Jahre später bei den Olympischen Winterspielen in Lillehammer. Beide Male startete er sowohl im Zweier- als auch im Viererbob.
Nach seiner Bobsportkarriere unterrichtete Fourmigué als Sportlehrer am Collège Desaix in Tarbes.
Am 4. Juli 2022 wurde Fourmigué in seinem Haus in Pouyastruc zusammen mit seiner Arbeitskollegin Aurélie Pardon, mit der er eine Affäre hatte, erschossen.